# Marijn Simons
Marijn Simons (* 25. Dezember 1982 in Geleen) ist ein niederländischer Violinist, Dirigent und Komponist.

## Leben
Marijn Simons erhielt als Vierjähriger seinen ersten Violinunterricht, bereits im Alter von acht Jahren wechselte er zu Davina van Wely an das Sweelinck Konservatorium in Amsterdam. Zehnjährig gab er sein Debüt mit dem Violinkonzert von Mendelssohn, hierauf folgten zahlreiche Auftritte mit großen niederländischen Orchestern. Ab 1997 vervollständigte er seine Violinstudien bei Saschko Gawriloff. Von 1996 bis 2002 erhielt Simons Kompositionsunterricht bei Daan Manneke am Sweelinck Konservatorium, danach bei dem schottischen Komponisten James MacMillan. Orchesterleitung studierte er im Privatunterricht bei Jean-Bernard Pommier und Ed Spanjaard. Simons ist Konzertmeister beim Sinfonieorchester Aachen. Im Januar 2009 leitete er erstmals das von ihm gegründete „Simons Ensemble“.
Simons war 2004 Composer-in-Residence beim Delfter Kammermusikfestival und 2005 beim Cabrillo Festival in Santa Cruz.

## Auszeichnungen
Den Philip Morris Kunstpreis für Musik konnte er 2000 in Empfang nehmen, 2005 den Wim Barry Perspektief Prijs und den Limburger Kulturpreis.

## Werke (Auswahl)
- 2014 Emilia Galotti, Oper in einem Akt uraufgeführt in Koblenz
- 2008 Sinfonie Nr. 3 op. 36 (Uraufführung in Aachen)
- 2007 Seven steps: opus 38
- 2006 Welles / nietes: opus 35
- 2006 Concerto for an odd couple: opus 28
- 2006 Symphony no. 2: opus 33
- 2006 Carbone notata: opus 34
- 2005 Desert Garden: for piano, opus 31
- 2005 Smoking mirrors: für Kammerorchester, opus 32
- 2005 L' espoir: Saxofonqartett, opus 30
- 2004 Streichquartett no 3: opus 27
- 2004 Symphony No 1, opus 26
- 2004 Visiting the angels: Concerto no 2 : für Trombone und Orchester, opus 25
- 2004 Mariachi : (de 'A Tí Te Toca'): für Violin und Klavier, opus 23e
- 2004 Salsa: (de 'A Tí Te Toca'): para dos pianos, alientos, percusiones y contrabajo, opus 23a
- 2004 Elegy: (aus der 'Symphony no. 1') : für Streichorchester, opus 26a
- 2003 Mariachi: (de 'A Tí Te Toca'): für Orchester, opus 23b
- 2003 Five poems by Emily Dickinson: für Sopran und Streichquartett, opus 22
- 2003 The Circus: für Ensemble, opus 24
- 2003 A Tí Te Toca: para dos pianos y orquestra, opus 23
- 2002 Concerto fabuleux: pour instruments à percussion et orchestre, opus 21
- 2002 Secret notes: 2 Violinkonzert, opus 19
- 2001 The fifth sun: for percussion quartet, opus 20
- 2000 Concerto comique: pour trombone et orchestre, opus 17
- 1999 Concerto d'un bon esprit: pour piano et orchestre de chambre, opus 16
- 1999 Noises in the night: homage to Degawanidah ("The peacemaker") für Orchester, opus 14
- 1996 Capriccio for Stan & Ollie : für Violine und Klavier, opus 11
- 1996 Symphony no. 3, opus 36
- 1996 Concert for string orchestra, opus 37